# کریستف ساندرز
کریستف ساندرز (انگلیسی: Christoph Sanders؛ زادهٔ ۲۱ آوریل ۱۹۸۸) یک بازیگر سینما، و هنرپیشه اهل ایالات متحده آمریکا است.